# Condé-lès-Autry
Condé-lès-Autry ist eine französische Gemeinde mit 64 Einwohnern (Stand 1. Januar 2022) im Département Ardennes in der Region Grand Est (vor 2016 Champagne-Ardenne). Sie gehört zum Arrondissement Vouziers, zum Kanton Attigny und zum Gemeindeverband Argonne Ardennaise.

## Geografie
Die Gemeinde Condé-lès-Autry liegt an der oberen Aisne am Westrand der Argonnen. Umgeben wird Condé-lès-Autry von den Nachbargemeinden Autry im Westen und Nordwesten, Lançon im Norden sowie von den im Département Marne gelegenen Gemeinden Binarville im Osten, Servon-Melzicourt im Süden und Cernay-en-Dormois im Südwesten.

## Geschichte
Während der Französischen Revolution trug die Gemeinde vorübergehend den Namen La Montagne-aux-Bois.

## Bevölkerungsentwicklung
| Jahr                      | 1962 | 1968 | 1975 | 1982 | 1990 | 1999 | 2006 | 2012 | 2018 |
| ------------------------- | ---- | ---- | ---- | ---- | ---- | ---- | ---- | ---- | ---- |
| Einwohner                 | 153  | 106  | 98   | 72   | 68   | 84   | 75   | 78   | 66   |
| Quelle: Cassini und INSEE |      |      |      |      |      |      |      |      |      |

## Sehenswürdigkeiten
- Kirche Saint-Marcel, erbaut im 16. Jahrhundert

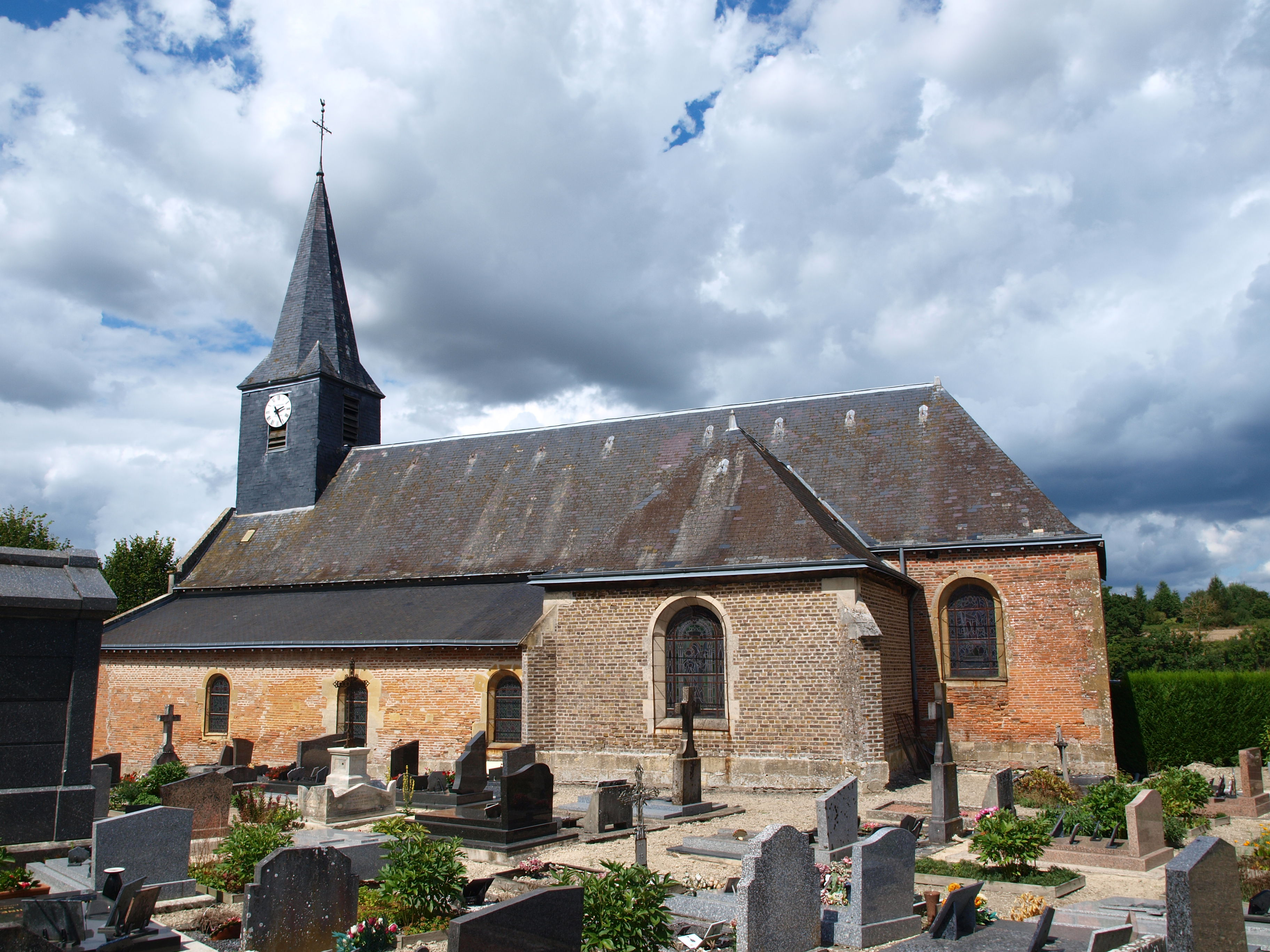
Kirche Saint-Marcel